# Géographie des Hauts-de-Seine
La géographie des Hauts-de-Seine ne se distingue fondamentalement ni de celle de l'Île-de-France ni même de celle du Bassin parisien, la vaste plaine sédimentaire où elle se situe.

## Situation
Le département des Hauts-de-Seine fait partie de la région Île-de-France. Il est limitrophe des départements de la Seine-Saint-Denis au nord-est, du Val-d'Oise au nord, des Yvelines à l'ouest, de l'Essonne au sud, du Val-de-Marne au sud-est et de Paris à l'est.

## Relief
Le département des Hauts-de-Seine a la forme d'un croissant qui entoure tout l'ouest de Paris, allant de La Plaine Saint-Denis au nord et l'autoroute A6 au sud.
Sa principale caractéristique est d'être traversé par la Seine qui y décrit deux courbes très accentuées, provoquées par la présence de deux massifs de collines :
- un plateau calcaire au sud, s'élevant du Plessis-Robinson jusqu'à Vaucresson où le département culmine à 180 mètres,
- au centre, une falaise s'étendant de Sèvres à Asnières dont la hauteur la plus visible est le mont Valérien.

Au nord, le département se compose de plaines alluviales, alors que le sud-est formé d'un plateau calcaire d'où, pendant des siècles, ont été extraites des pierres pour la construction. Les carrières de Châtillon, Bagneux, Clamart ont donné naissance à la plupart des monuments de Paris, et il reste aujourd'hui encore de nombreux souterrains. Le plateau calcaire est entaillé, à l'est, par la vallée de la Bièvre qui délimite par endroits le département.

## Occupation humaine
On peut distinguer quatre secteurs géographiques :
- les communes de la rive droite, dépendant encore étroitement de Paris, surtout résidentielles et d'emploi tertiaire ;
- la boucle de Gennevilliers, encore industrielle, mais en pleine mutation (quartier de la Défense) ;
- le centre, vallonné et verdoyant ;
- le sud, très urbanisé et industrialisé à la limite de Paris et qui au fur et à mesure que l'on s'en éloigne, offre une occupation urbaine moins dense.

## Espaces naturels
Comme dans toute l'Île-de-France, le paysage est envahi par les constructions même si la nature conserve encore une certaine place. Outre la Seine qui dessine un long parcours sinueux parsemé d'îles (île Seguin, île de la Jatte, île Robinson), le département comporte de nombreux espaces verts :
- des forêts et bois naturels (forêt de Meudon, Ville-d'Avray, forêt de Malmaison),
- des parcs classiques, œuvres de André Le Nôtre ou de ses disciples (parc de Saint-Cloud, parc de Sceaux),
- des parcs pittoresques (Rueil-Malmaison, la Vallée-aux-Loups, Jardins Albert-Kahn, parc Henri-Sellier),
- des jardins modernes à Nanterre, à Villeneuve-la-Garenne, à Colombes, au mont Valérien.